# Кипър (римска провинция)
Вижте пояснителната страница за други значения на Кипър.
Кипър (на латински: Cyprus) е римска провинция от 58 пр.н.е. Известният стоик и държавник Катон Младши бил изпратен да ръководи анексирането на остров Кипър и да установи там системата на римското право.
След завършването на гражданската война, Марк Антоний дава острова на Клеопатра. След поражението на Марк Антоний в битката при Акциум през 31 пр.н.е., Кипър, заедно с Египет, влиза в състава на Римската държава. През 22 пр.н.е. Кипър става Сенатска провинция.